# Stephen Kershaw
Stephen Kershaw (* 21. Mai 1975) ist ein englischer Snookerspieler, der auch im English Billiards aktiv ist. Kershaw war zwischen 1993 und 2003 für einige Zeit und mit Unterbrechungen Snooker-Profispieler.

## Karriere
1991 wurde Kershaw zum Junioren-Wettbewerb des World Masters eingeladen, unterlag aber in der Runde der letzten 32 Matthew Stevens. Zwei Jahre später wurde er Profispieler. Seine ersten Profispielzeiten waren aber allesamt von frühen Niederlagen geprägt. Deshalb schaffte er es auf der Weltrangliste auch nur auf Rang 241. Als 1997 eine Modusänderung erfolgte und die Anzahl der Spieler auf der Profitour begrenzt wurde, verlor Kershaw seine Spielberechtigung und musste auf die UK Tour 1997/98 ausweichen. Auch in den folgenden Saisons spielte er auf der UK Tour beziehungsweise deren Nachfolger, der Challenge Tour. Zwar erhielt er auf dem Blatt Papier eine Profi-Spielberechtigung für die Saison 1998/99, de facto spielte er aber auch in dieser Spielzeit auf der UK Tour. Erst im Rahmen der Challenge Tour 2000/01 gelang ihm mit einer Halbfinalteilnahme beim zweiten Event der Durchbruch.
Als Zehnter der Endwertung der Challenge Tour durfte er zur Saison 2001/02 auf die normale Profitour zurückkehren. Neben der Runde der letzten 32 beim Merseyside Professional, einem Turnier ohne Bedeutung für die Weltrangliste, erreichte er sowohl bei den Welsh Open als auch bei den British Open die Runde der letzten 64 eines Ranglistenturnieres. Dadurch wurde er zum Saisonende auf Platz 95 der Weltrangliste geführt, die höchste Platzierung seiner Karriere. In der folgenden Spielzeit konnte er aber an diese Ergebnisse nicht mehr anknüpfen. Abgerutscht auf Platz 104, verlor er seinen Profistatus wieder. Danach nahm er noch einige Zeit an der Challenge Tour sowie an der Pontin’s International Open Series teil, beendete aber 2008 mangels Erfolgen seine Ambitionen auf eine Rückkehr auf die Profitour.
Lebte er 2002 noch in Bury, zog er im weiteren Verlauf der 2000er-Jahre nach Bradford um. Dort entdeckte er das English Billiards für sich, eine weitere Billardvariante, in der Kershaw im Folgenden semi-professionell antrat. Auch sein Bruder Trevor Kershaw betätigt sich im English Billiards. 2016 meldete sich Stephen Kershaw im Snooker zurück. Er nahm nicht nur an englischen Amateurturnieren teil, sondern auch an professionellen Turnieren, die Amateuren offenstanden, zum Beispiel den Gibraltar Open. Zusätzlich versucht er seit 2017 wieder, sich für die Profitour zu qualifizieren. Mittel zum Zweck ist diesmal die Q School. Zwar konnte Kershaw zwei Mal das Viertelfinale seiner jeweiligen Gruppe erreichen, eine Qualifikation gelang ihm aber wieder nicht.